# Чёрныш (сельское поселение)
Чёрныш — административно-территориальная единица (административная территория село Чёрныш с подчинённой ему территорией) и бывшее муниципальное образование (сельское поселение с полным официальным наименованием муниципальное образование сельского поселения «Чёрныш») в составе Прилузского района Республики Коми Российской Федерации. Административная территория и муниципальное образование упразднены 16 ноября 2019 года.
Административный центр — село Чёрныш.

## История
Статус и границы административной территории установлены Законом Республики Коми от 6 марта 2006 года № 13-РЗ «Об административно-территориальном устройстве Республики Коми».
Статус и границы сельского поселения установлены Законом Республики Коми от 5 марта 2005 года № 11-РЗ «О территориальной организации местного самоуправления в Республике Коми».
16 ноября 2019 года сельское поселение Чёрныш вошло в состав сельского поселения Объячево.

## Население
| 2010 | 2011 | 2012 | 2013 | 2014 | 2015 | 2016 |
| ---- | ---- | ---- | ---- | ---- | ---- | ---- |
| 678  | ↘668 | ↘655 | ↘638 | ↘625 | ↘609 | ↘584 |
| 2017 | 2018 | 2019 | 2020 |      |      |      |
| →584 | ↘557 | ↘546 | ↘526 |      |      |      |

## Состав
Состав административной территории и сельского поселения:
| № | Населённый пункт | Тип населённого пункта       | Население |
| - | ---------------- | ---------------------------- | --------- |
| 1 | Гыркашор         | посёлок                      | ↘70       |
| 2 | Усть-Лопъю       | посёлок                      | 259       |
| 3 | Чёрныш           | село, административный центр | 349       |